# Zhongjianosaurus
Zhongjianosaurus yangi
Genre
Espèce
Zhongjianosaurus est un  genre fossile de tout petits dinosaures à plumes, des théropodes de la famille des droméosauridés du Crétacé supérieur. 
L'unique espèce Zhongjianosaurus yangi a été décrite à partir d'un spécimen découvert dans la formation géologique d’Yixian en Chine. Il appartenait au paléobiote de Jehol.

## Description
Zhongjianosaurus yangi est classé parmi les microraptoriens dont il le plus petit représentant connu et l'un des plus petits dinosaures théropodes non aviens découverts. Sa masse est estimée à seulement 310 g. 

## Systématique
Le nom valide complet (avec auteur) de ce taxon est Zhongjianosaurus Xu & Qin (d), 2017,.

### Étymologie
Le nom du genre Zhongjianosaurus et le nom spécifique yangi honorent Yang Zhongjian, fondateur de la paléontologie des vertébrés en Chine (1897-1979).

### Publication originale
- (en + zh) Xu Xing et Qin Zi-chuan, « A new tiny dromaeosaurid dinosaur from the Lower Cretaceous Jehol Group of western Liaoning and niche differentiation among the Jehol dromaeosaurids », Vertebrata PalAsiatica, vol. 55, no 2,‎ avril 2017, p. 129-144 (lire en ligne)